# Герман, Иван Михайлович
Иван Михайлович Герман (1930—2005) — кандидат экономических наук, профессор, ректор Саратовского экономического института и Саратовской экономической академии (1974—1997).

## Биография
Герман Иван Михайлович родился в с. Песчанка (ныне — в составе Советского района Волгограда).
В 1948 году поступил в экономический институт; во время учебы возглавлял студенческое научное общество, был сталинским стипендиатом. Окончив институт с отличием, в 1952—1953 годы работал начальником планово-экономического бюро Саратовского подшипникового завода, одновременно был распределён в аспирантуру по кафедре экономики промышленности.
С 1953 года — на комсомольской работе. С августа 1960 по декабрь 1962 года — первый секретарь Саратовского обкома комсомола. Избирался делегатом XXI съезда КПСС (1961); на XIV съезде комсомола (1962) был избран членом ЦК ВЛКСМ.
С 1963 года на партийной работе: первый секретарь Заводского райкома КПСС, первый секретарь Балаковского горкома КПСС (1964—1965), после конфликта с руководителем строительства Саратовской ГЭС переведен в Ленинский райком КПСС г. Саратова, где преобладали предприятия прямого союзного подчинения (1966—1974). В 1971 году заблаговременно защитил кандидатскую диссертацию. 
В 1974—1997 годы — ректор экономического института; одновременно с 1977 года — заведующий кафедрой научных основ управления. В 1986 году присвоено учёное звание профессора. Указом Президиума Верховного Совета СССР в 1982 году Саратовский экономический институт награждён орденом «Знак Почёта».
Умер Иван Михайлович Герман в 2005 году в Саратове.

## Награды
- два ордена «Знак Почёта» (1958, 1981)
- два ордена Трудового Красного Знамени (1971, 1974)
- Нагрудный знак «Почётный работник высшего профессионального образования Российской Федерации» (2002)
- Почётный знак губернатора «За милосердие и благотворительность»
- Почётный знак губернатора «За любовь к родной земле»

## Научные работы
- Герман, Иван Михайлович Национальная библиотека Удмуртской республики